# Héctor Lagna Fietta
Héctor Lagna Fietta (Buenos Aires, Argentina, 27 de junio de 1913 – São Paulo, Estado de São Paulo, Brasil, 25 de abril de 1994) fue un músico que se inició en el tango y después se volcó a otros géneros musicales destacándose en especial por la composición de bandas musicales para películas.

## Actividad profesional
Era hijo de inmigrantes italianos y nació en el barrio del Abasto de Buenos Aires.Estudió comenzó a estudiar piano a los 6 años y a los 12 años ya enseñaba a sus propios alumnos. En 1926 estudió con el Maestro Sebastián Piana a quien reconoció como quien le transmitió sus mayores enseñanzas. 
De chico fue influenciado por la Orquesta de Jazz del pianista Frederickson siendo allí que comenzó a escuchar los discos provenientes de Estados Unidos en especial a Red Nichols.
Debutó profesionalmente en el conjunto "La Rex Bals Jazz" ejecutando jazz y tango pero a poco se dedicó enteramente a este último género, integrando como pianista en 1927 la orquesta de Ernesto Ponzio, al año siguiente la de Alberto Cima y en 1929 la orquesta de [[Alfredo De
Franco]]. Más adelante pasó por los conjuntos dirigidos por Elvino Vardaro, por los Hermanos Pizarro, por Ciriaco Ortiz y por Pedro Maffia.
En 1932 vuelve al jazz incorporándose a la orquesta de Rudy Ayala y en 1933 integró la de Eduardo Armani, pasando en los años siguientes por las agrupaciones de Harold Mickey y del también pianista René Cóspito. El 1 de septiembre de 1939 (día en el que se declaraba la Segunda Guerra Mundial) debutó con su  propia orquesta en la Confitería Odeón de la ciudad de Buenos Aires y de allí en más  tuvo gran éxito en locales de la noche porteña, así como en actuaciones en radio, cines y teatros.
En la época era común que músicos extranjeros llegaran al puerto de Buenos Aires, fue en ese momento que los músicos del Paquebote Brazil, aparecieron en la Confitería Odeón y allí comenzaron sus lazos con los músicos de dicho país en donde en 1951 terminó radicándose.
Su descendencia también fue influida por su espíritu y supo formar un trío en uno de sus regresos a Argentina, con su hijo mayor Héctor (baterista) y su hijo menor Walter (cantante y contrabajista ). Era el Trío Lagna-Fietta.
Por su orquesta pasaron grandes músicos de jazz argentinos mundialmente reconocidos, y en Brasil compuso, realizó arreglos y grabó con músicos de todos los géneros musicales.
Falleció en San Pablo, Brasil, el 25 de abril de 1994.

## Compositor de bandas sonoras para películas
Una faceta destacada de su labor artística fue la composición de bandas sonoras para películas que inició en Argentina y continuó en Brasil:
Composición de la banda sonora.
- Crimen a las 3 (1934)
- Escala en la ciudad  (1935)
- Los apuros de Claudina (1938)
- Chofer de Praça (1960)
- Noches de carnaval (1938)
- Favela (1961)
- Chofer de Praça (1961)
- Jeca Tatu (1961)
- Zé do Periquito (1961)
- Interpol llamando a Río (1961)
- Tristeza do Jeca (1961)
- O Vendedor de Linguiça (1962)
- O Lamparina (1964)
- Meu Japão Brasileiro (1965)
- O Corintiano (1967)
- O Jeca e a Freira (1968)
- No Paraíso das Solteironas (1969)
- Uma Pistola para Djeca (1969)
- Betão Ronca Ferro (1970)
- O Grande Xerife (1972)
- Um Caipira em Bariloche (1973)
- Portugal... Minha Saudade (1974)
- O Jeca Macumbeiro (1975)
- O Jeca Contra o Capeta (1976)
- Jecão... Um Fofoqueiro no Céu (1977)
- O Jeca e Seu Filho Preto (1978)
- A Banda das Velhas Virgens (1979)

Director musical
- As Aventuras de Pedro Malazartes  (1960)